# Love (serial telewizyjny)
Love – amerykański serial telewizyjny (komedia), wyprodukowany przez Apatow Productions  i Legendary Television. Twórcami serialu są Judd Apatow, Paul Rust i Lesley Arfin.
Wszystkie 10 odcinków pierwszej serii zostało udostępnionych 19 lutego 2016 na stronie internetowej platformy Netflix

## Fabuła
Serial skupia się na relacjach zakochanej w sobie parze, Mickey i Gusie, których miłość łączy mimo nieufności, uzależnień i problemów emocjonalnych.

## Obsada

### Główna
- Gillian Jacobs jako Mickey[2]
- Paul Rust jako Gus[2]

### Drugoplanowe
- Brett Gelman jako dr Greg Colter
- John Ross Bowie jako Rob
- Dave Allen jako Allan
- Steve Bannos jako Frank
- Tracie Thoms jako Susan Cheryl
- Seth Morris jako Evan
- Chris Witaske jako Chris
- Chantal Claret jako Shaun
- Briga Heelan jako Heidi McAuliffe
- David King jako Wyatt
- Milana Vayntrub jako Natalie
- Iris Apatow jako Aria
- Charlyne Yi jako Cori
- Kyle Kinane jako Eric
- Kerri Kenney jako Syd
- Jordan Rock jako Kevin

## Odcinki
| Sezon | Sezon | Odcinki | Oryginalna emisja Netflix | Oryginalna emisja Netflix | Oryginalna emisja | Oryginalna emisja | Oryginalna emisja |
| Sezon | Sezon | Odcinki | Premiera sezonu           | Finał sezonu              | Premiera sezonu   | Finał sezonu      |                   |
| ----- | ----- | ------- | ------------------------- | ------------------------- | ----------------- | ----------------- | ----------------- |
|       | 1     | 10      | 19 lutego 2016            | 19 lutego 2016            | nieemitowany      | nieemitowany      |                   |
|       | 2     | 12      | 10 marca 2017             | 10 marca 2017             | nieemitowany      | nieemitowany      |                   |
|       | 3     | 12      | 9 marca 2018              | 9 marca 2018              | nieemitowany      | nieemitowany      |                   |

## Produkcja
17 września 2014 roku, platforma Netflix zamówiła dwa sezony serialu Love. 8 lutego 2017 Netflix  zamówił trzeci sezon serialu.
16 grudnia 2017 roku, platforma Netflix ogłosiła, że sezon trzeci jest finałową serią.